# Ro-41
Ro-41 — підводний човен Імперського флоту Японії, який брав участь у Другій світовій війні.
Корабель, який спорудили на верфі компанії Mitsubishi в Кобе, належав до типу Kaichū VII (також відомий як клас Ro-35).
По завершенні тренувань Ro-41 полишив 5 березня 1944-го Куре та 14 березня прибув на атол Трук у центральній частині Каролінських островів (тут ще до війни створили головну базу японського ВМФ у Океанії, проте в лютому 1944-го вона була розгромлена внаслідок потужного рейду авіаносного з'єднання і тепер перебувала у блокаді та використовувалась передусім підводними човнами).
З 17 березня по 19 квітня 1944-го Ro-41 здійснив безрезультатний бойовий похід, під час якого патрулював південніше від Труку та на схід від атола Джалуїт (Маршаллові острови).
22 квітня 1944-го човен вийшов у другий похід із завданням діяти в районі Порт-Холландія (центральна частина північного узбережжя Нової Гвінеї), де напередодні висадився десант союзників. Втім, уже 26 квітня Ro-41 перенацілили до атола Вулеаї (західна частина Каролінських островів), а 2 травня він полишив і цю зону та 7 травня прибув на острів Сайпан (Маріанський архіпелаг). 10—13 травня човен пройшов назад на Трук.
Враховуючи складну логістичну ситуацію, 24 травня 1944-го Ro-41 вийшов з бази для доставки 12 тонн продовольства блокованому гарнізону острова Кусаіє (східні Каролінські острови, за понад 1200 кілометрів від Труку). Американці отримали інформацію про цей рейс і вислали на полювання есмінець та два ескортні есмінці. 30 травня човен прибув до пункту призначення, проте розвантаження неодноразово зривалось через появу ворожих кораблів. Втім, 31 травня все-таки вдалось передати припаси гарнізону, після чого наступної доби Ro-41 попрямував для патрулювання західніше від Джалуїта. Тут він не досягнув жодного успіху, а 13 червня човен відкликали для протидії неминучому ворожому вторгненню на Маріанські острови, що розглядались японським командуванням як складова частина головного захисного периметра імперії. І в цьому районі Ro-41 не мав успіхів (хоча й уцілів, на відміну від ряду інших підводних човнів, які залучили до протидії десантній операції), а 5 липня завершив похід у Сасебо (західне узбережжя Кюсю), де став на ремонт.
18 вересня 1944-го Ro-41 вийшов з Куре для дій у районі Палау на заході Каролінських островів (колись важливий транспортний хаб, а наразі ще одна складова частина головного захисного периметра імперії), де за кілька діб до того почалась операція союзників. Втім, вже 24 вересня човен дістав наказ перейти в район індонезійського острова Моротай (за вісім сотень кілометрів на південний захід від Палау, поблизу значно більшого острова Хальмахера), який ворожі сили атакували одночасно з Палау. 3 жовтня поблизу Моротая Ro-41 випустив 4 торпеди по групі ескортних авіаносців та зміг досягнути влучання однією в корабель охорони — ескортний есмінець «Шелтон», що в підсумку затонув при спробі проведення на буксирі. Крім того, під час пошуків японського підводного човна була неправильно ідентифікована та потоплена своїми ж американська субмарина «Сівулф». На зворотному шляху до Японії Ro-41 без успіху спробували задіяти проти авіаносного з'єднання, що завдало удару по Формозі, а 14 жовтня човен прибув до Куре.
На тлі початку операції союзників на Філіппінах Ro-41 вже 20 жовтня 1944-го вирушив у черговий похід із завданням діяти в районі на схід від острова Самар (25 жовтня саме тут відбувся один з епізодів вирішальної битви в затоці Лейте, що завершилась розгромом головних сил японського ВМФ). Цього разу човну не вдалось досягнути якихось успіхів, хоча 27 жовтня з нього бачили ворожий авіаносець. 18 листопада Ro-41 повернувся в Японію до Майдзуру (обернене до Японського моря узбережжя Хонсю).
24 грудня 1944 — 4 січня 1945 човен знову здійснив перехід до Філіппін, цього разу до західного узбережжя острова Лусон, де за кілька діб тут дійсно висадився ворожий десант. Ro-41 провів у регіоні кілька тижнів, проте знову не досягнув успіху і 31 січня завершив похід у Куре.
10 березня 1945-го Ro-41 вирушив з транспортною місією на Трук, проте за три доби його відізвали для протидії очікуваному рейду ворожих авіаносців на метрополію і 15 березня човен повернувся до Куре, а наступної доби перейшов до Саєкі (північно-східне узбережжя Кюсю). 18 березня в межах підготовки операції проти Окінави американське ударне авіаносне з'єднання дійсно почало завдавати ударів по Кюсю, а потім і Хонсю. Невдовзі Ro-41 вийшов з Саєкі у спробі добити авіаносець «Франклін», що підійшов ближче за всіх до Японських островів та був уражений бомбами з одиночного літака, які спричинили пожежу та детонацію (на авіаносці загинуло понад вісім сотень осіб, а сам корабель, ймовірно, зміг вижити лише тому, що сотні моряків добровільно залишились після наказу про загальну евакуацію й далі боролися за живучість). Хоча віднайти пошкоджений авіаносець не вдалося, зате 22 березня в районі за шість сотень кілометрів на південний схід від Окінави Ro-41 опинився неподалік від ударного авіаносного з'єднання. Незадовго до опівночі есмінець «Хаггард», що ніс пікет перед основною формацією, встановив радарний контакт із ціллю на відстані понад два десятки кілометрів. При наближенні ціль занурилась, проте есмінець встановив сонарний контакт і провів атаку глибинними бомбами. Невдовзі підводний човен сплив на поверхню поряд з «Хаггард», де був обстріляний зенітною артилерією, а потім протаранений есмінцем. Услід за цим підводний човен затонув (на той момент уже настало 23 березня). Ймовірно, саме цей бій став останнім для Ro-41, який загинув разом з усіма 82 членами екіпажу. «Хаггард» при тарані зазнав серйозних пошкоджень носової частини та був вимушений рушити на ремонт.

## Бойовий рахунок
| Дата       | Назва    | Тип                | Тоннаж | Місце           |
| 03.10.1944 | «Шелтон» | ескортний есмінець | 1370   | 2°32'N 129°13'E |